# Caproni Ca.73
Caproni Ca.73 là một loại máy bay chở khách, chế tạo trong thập niên 1920, và được sử dụng làm máy bay ném bom hạng nhẹ của Regia Aeronautica.

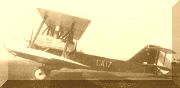
Máy bay chở khách Caproni Ca.73.

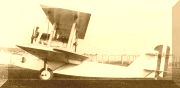
Máy bay ném bom Caproni Ca.74 light.

## Biến thể
- Ca.73
  - Ca.73bis nes
  - Ca.73ter (sau định danh là Ca.82)
  - Ca.73quarter (sau định danh là Ca.88)
    - Ca.73quarterG (sau định danh là Ca.89)

  - Ca.74 (sau định danh là Ca.80) nes
- Ca.80 – định danh lại thành Ca.74
  - Ca.80S
- Ca.82 - định danh lại thành Ca.73ter
- Ca.88 - định danh lại thành Ca.73quarter
- Ca.89 - định danh lại thành Ca.73quarterG

## Quốc gia sử dụng

### Quân sự
- Italy
  - Regia Aeronautica

## Tính năng kỹ chiến thuật (Ca.73)

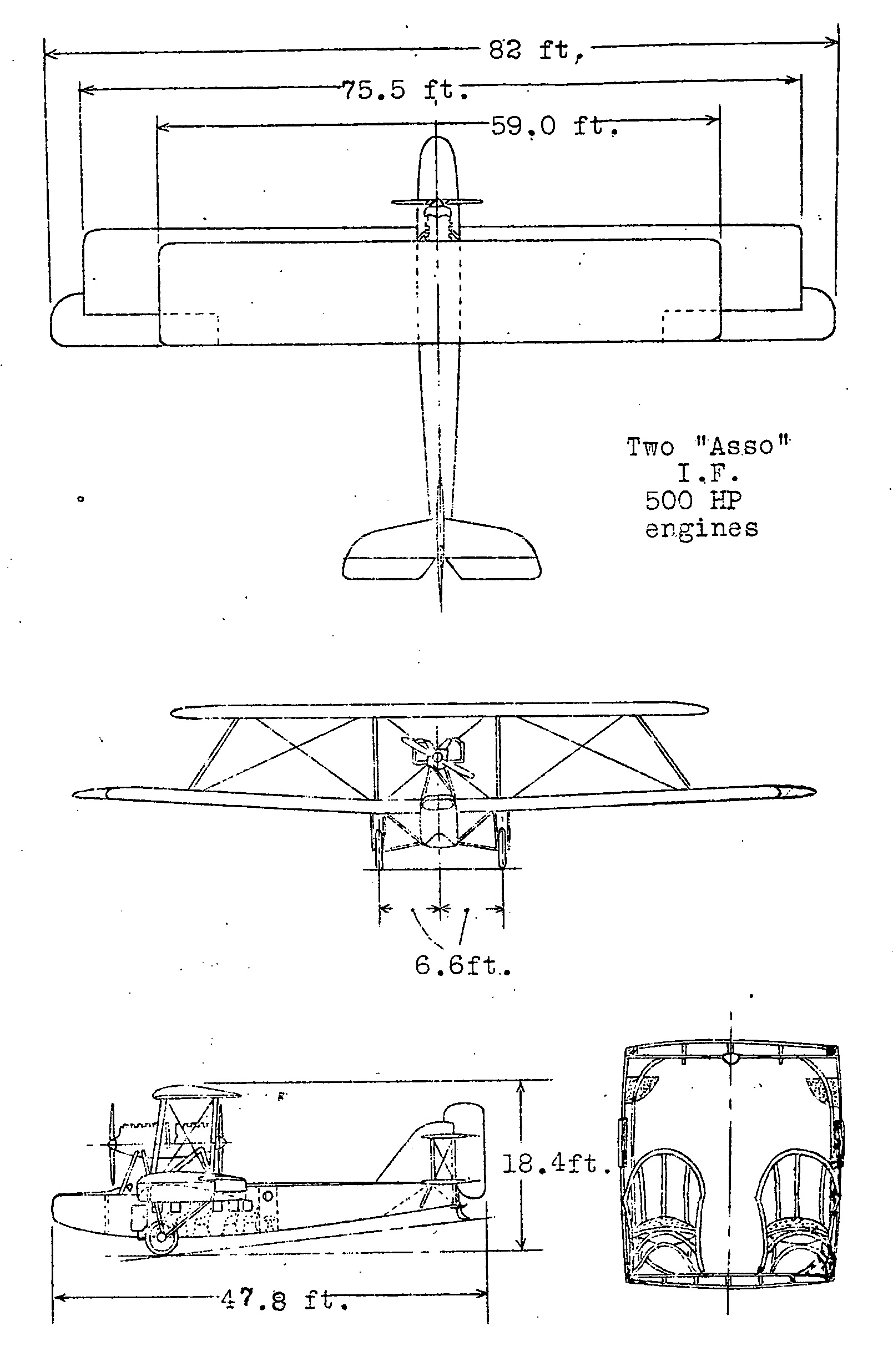
Caproni Ca.73

Đặc điểm tổng quát
- Kíp lái: 2 phi công
- Sức chứa: 10 hành khách
- Chiều dài: 15,10 m (49 ft 7 in)
- Sải cánh: 25,00 m (82 ft 0 in)
- Chiều cao: 5,60 m (18 ft 5 in)
- Diện tích cánh: 143,0 m2 (1.539 ft2)
- Trọng lượng rỗng: 3.400 kg (7.496 lb)
- Trọng lượng có tải: 5.390 kg (11.883 lb)
- Powerplant: 2 × Isotta-Fraschini Asso, 373 kW (500 hp) mỗi chiêc

Hiệu suất bay
- Vận tốc cực đại: 180 km/h (112 mph)
- Thời gian bay: 3 giờ
- Trần bay: 4.600 m (15.080 ft)